# 明日に向って走れ (吉田拓郎の曲)
「明日に向って走れ」（あすにむかってはしれ）は、吉田拓郎が1976年3月25日にリリースした11枚目のシングル。発売元はフォーライフ・レコード（現・フォーライフミュージックエンタテイメント）。

## 解説
1976年5月25日に発売される同名アルバム「明日に向かって走れ」からの先行という形で発売されたシングル。両曲とも、同アルバムに収録されている。

## 収録曲
- 全作詞・作曲：吉田拓郎、編曲：松任谷正隆

Side:A
1. 明日に向って走れ（4分14秒）

Side:B
1. ひとり想えば（3分15秒）

## 参加ミュージシャン
- A.Piano, E.Piano, Organ, Solina：松任谷正隆
- Drums：重田真人
- E.Bass：石山恵三
- E.Guitar：松原正樹
- Pedal Steel：駒沢裕城
- A.Guitar：常富喜雄
- Cowbell：吉田拓郎

## 収録ディスク

### アルバム
- 『明日に向って走れ』(1976年)
- 『ONLY YOU 〜since coming For Life〜』(1981年)
- 『LIFE』(1996年)
- 『吉田拓郎 THE BEST PENNY LANE』(1999年)
- 『吉田拓郎 ベスト』(2001年)
- 『拓郎ヒストリー』(2007年)